# Тахиров, Фазыл Тахирович
Фазы́л Тахи́рович Тахи́ров (10 июня 1938, село Пулодон, Канибадамский район — 16 августа 2022, Душанбе, Таджикистан) — советский и таджикский юрист, доктор юридических наук (1988), профессор (1990), академик НАН Таджикистана (2008), академик Международной академии высших школ (1983), Заслуженный деятель науки и техники Республики Таджикистан (1998).

## Биография
Родился 10 июня 1938 года в семье Тахира и Азизбиби (Олимовны) Тахировых.
В 1966 году окончил юридический факультет Таджикского государственного университета и начал работать здесь.

## Трудовая деятельность
Кабинет-менеджер, старший преподаватель, доцент, заведующий кафедрой (1966—1986), проректор по международным связям (1986—1990), ректор ТГУ имени В. И. Ленина (1990—1995), главный учёный секретарь (1995—2000), академик-секретарь Отделения общественных наук Академии наук Республики Таджикистан (2000—2005). Директор-основатель (2005—2006), директор Института государства и права (2006—2010), заведующий кафедрой исламского права, одновременно научный консультант Института философии, политологии и права им. Баховаддинов был действительным членом Академии наук Республики Таджикистан (с 2011 года) и председателем Общества «Дониш» Республики Таджикистан.

## Научная деятельность
Им написано более двухсот работ и статей по истории государства и права Таджикистана и зарубежных стран, праву древнего мира, соотношению семейного права и шариата, теории государства и права и др. Под руководством и по совету Фазыля Тохирова 20 человек защитили кандидатские и 5 докторских диссертаций.

## Награды
С медалями «За доблестный труд. В ознаменование 100-летия со дня рождения Владимира Ильича Ленина», «10-летие 16-й сессии Верховного Совета Республики Таджикистан», «20-летие государственной независимости Республики Таджикистан».

## Работы
- Высшие органы государственной власти Таджикской АССР: Дисс… канд. юрид. наук. — Д., 1971;
- Демократизм советского социалистического образа жизни. — Д., 1982;
- Октябри Кабир ва пойдор гардидани ҳуқуқи советӣ дар Тоҷикистон=Великий Октябрь и становление советского права в Таджикистане. — Д., 1984;
- Становление советского права в Таджикистане. — Д., 1987;
- Правовая система Таджикской АССР (1924—1929 гг.): Учебное пособие. — Д., 1988;
- Становление советского права в Таджикистане: Автореф. дис. д-ра юрид. наук. — М. 1988;
- Инкишофи ҳуқуқ дар Тоҷикистон=Развитие права в Таджикистане. — Д., 1994;
- Пятнадцать вопросов и ответов по шариату. — Д., 1997;
- Правовая система дореволюционного Таджикистана. — Д., 1998;
- Шариат ва танзими муносибатҳои никоҳӣ ва оилавӣ=Шариат и регламентации брачно-семейных отношений. — Д., 1999;
- Таърихи давлат ва ҳуқуқи дунёи қадим. Китоби дарсӣ. — Д., 2003;
- История государства и права Республики Таджикистан. — Д., 2003;
- Таърихи давлат ва ҳуқуқи мамлакатҳои хориҷӣ. — Д., 2004.

## Примечание
1. ↑  Академик, собиқ ректори ДМТ Фозил Тоҳиров даргузашт (тадж.). Pressa.tj. Ҳафтаномаи «Тоҷикистон» (16 августа 2022). Дата обращения: 17 августа 2022. Архивировано 28 августа 2022 года.
2. ↑  Ректорҳои ДМТ (тадж.). Дата обращения: 16 августа 2022. Архивировано 16 августа 2022 года.
3. ↑  Академияи илмҳои Ҷумҳурии Тоҷикистон. Ҳайати шахсӣ. — Душанбе: Дониш, 2011. — 216 с.
4. ↑  Арбобони илми тоҷик (асри ХХ-аввали асри ХХI) / Муаллиф-мураттиб Ёрмуҳаммади Сучонӣ; Зери таҳрири Сайфидин Назарзода. — Душанбе, 2016. — 720 с.